# 182

## Decese
- dată necunoscută: Lucilla  (n. 150)